# XM214 Microgun
Kulomet XM214 vznikl jen jako prototyp s principem Gatlingova kulometu. Měl rotační svazek se šesti hlavněmi, s externím pohonem stejně jako M134 Minigun, používal však náboj ráže 5,56 mm, který je dnes standardním nábojem NATO. Six-Pak, jak zbraň přezdívali, byl ještě účinnějším prostředkem pro umlčení palby protivníka než Minigun ráže 7,62 mm. Střelec mohl zvolit jednu z pevně nastavených hodnot kadence: 1000, 2000, 3000 nebo 4000 ran/min, nebo změnou rychlosti otáčení hlavní plynule měnit kadenci v rozsahu 4000 až 10 000 ran/min. Možná že právě příliš vysoká hodnota kadence odradila kupce neboť zásobování střelivem bylo příliš náročné. Náboje byly skládány po kazetách po 500 nábojích, uložených po stranách kulometu.